# پلتفرم ۲
پِلَتفُرم ۲ (اسپانیایی: El hoyo 2‎، ت. «حفرهٔ ۲») فیلمی اسپانیایی در ژانر دلهره‌آور به کارگردانی گالدر گازتلو-اوروتیا و محصول سال ۲۰۲۴ است. این فیلم به عنوان پیش‌درآمدی بر پلتفرم (۲۰۱۹) به‌شمار می‌رود و میلنا اسمیت، هویک کوچکریان و ناتالیا تنا از بازیگران آن هستند. پلتفرم ۲ در ۴ اکتبر ۲۰۲۴ از نتفلیکس به نمایش درآمد.

## داستان
یک مرکز خود مدیریتی با سازه عمودی زندانی ویران‌شهر با ساختاری منحصر به فرد است که شامل ۳۳۳ طبقه با سوراخی در مرکز آن است. هر روز یک سکو مستطیل شکل پر از غذا از این سوراخ پایین می‌آید و در هر طبقه به مدت دو دقیقه توقف می‌کند. ابتدا زندانیان واقع در طبقات بالاتر به این غذا دسترسی دارند، در حالی که آن‌هایی که در طبقات پایین‌تر هستند در خطر گرسنگی شدید می‌باشند. در پایان هر ماه، زندانیان به‌طور تصادفی به طبقات جدید منتقل می‌شوند. قبل از ورود، با هر زندانی مصاحبه‌ای انجام می‌شود و به او اجازه می‌دهند یک وسیلهٔ شخصی با خود همراه داشته باشد.
داستان فیلم در ابتدا دو زندانی جدید را روایت می‌کند: زامیاتین که پیتزا را به عنوان غذای روزانه خود درخواست می‌کند، و پرمپوآن که کروکت ژامبون را انتخاب می‌کند. آن‌ها ابتدا در سکوی ۲۴ قرار می‌گیرند، جایی که با پویایی اجتماعی زندان مواجه می‌شوند. دو جناح در میان زندانیان وجود دارد: وفاداران، که از قوانین خود یعنی تنها خوردن غذای انتخابی خود یا معامله داوطلبانه غذا با زندایان دیگر پیروی می‌کنند، و بربرها، که هر غذایی به چنگ بیاورند را می‌خورند. روبِسپیر وفاداری از طبقهٔ ۲۳، با این استدلال که توزیع عادلانه‌تر غذا را تضمین می‌کند، آن‌ها را با این سیستم آشنا می‌کند.
اما زمانی که زندانیان طبقات بالاتر غذاهایی را می‌خورند که برای دیگران در نظر گرفته شده است، تنش‌ها به سرعت تشدید می‌شود. درگیری شدیدی رخ می‌دهد که منجر به کشته و زخمی شدن زندانیان می‌شود. پرمپوآن و روبِسپیر برای دفاع از طبقهٔ خود و برقراری نظم می‌جنگند. در طی این هرج‌و‌مرج، صحبت‌هایی در خصوص «ارباب» یا «مسیح» می‌شود، یک چهرهٔ اسطوره‌ای که ظاهراً یک ماه بدون غذا از طریق مدیتیشن زنده مانده، سپس پای خود را قربانی کرد تا دیگران را در پایین‌ترین طبقات از آن تغذیه کنند.

## بازیگران
- میلنا اسمیت در نقش پرمپوآن[۲]
- هویک کوچکریان در نقش زامیاتین[۲]
- ناتالیا تنا در نقش ساحابات[۳]
- اسکار جانادا در نقش داگین بابی[۴]
- ایوان ماساگوئه در نقش گورِنگ
- سوریون اگیلئور در نقش تریماگاسی
- آنتونیا سن خوان در نقش ایموگیری